# 다케모토 노부히로
다케모토 노부히로(일본어: 竹本 信弘: 1940년 2월 24일- )는 일본 신좌파 테러리즘 활동가다. 운동 시기에는 다키타 오사무(滝田 修)라는 가명을 자칭했다. 1971년 사이타마현 아사카 주둔지의 자위관 살해사건의 공동정범으로 지명수배되어 10년간 도피하다 체포되었다. 현재는 유한회사 미디어컴(有限会社メディアコム)의 대표다.
교토부 교토시에서 교토교육대학 명예교수 다케모토 마사노부의 차남, 삼형제의 막내로 태어났다. 1958년 교토부립 라쿠호쿠 중고등학교를 졸업, 1960년 교토대학 경제학부에 입학했다. 1964년 교토대학 대학원 석사과정으로 진학, 독일사회사상사(특히 로자 룩셈부르크)를 전공했다. 대학원 시절 『가로』 1965년 11월호에 시라토 산페이의 『카무이전』이 마르크스주의 연구자로서 “나의 문제의식에 매우 날카롭게 육박했다”고 예찬한 게시물을 게재했다.
1967년 조수시험에 합격, 박사과정을 중퇴하고 교토대학 경제학부 조수가 되었다. 동년 「로자 룩셈부르크의 사회주의운동이론」을 잡지 『사상』(이와나미 서점)에 발표하여 학계의 주목을 끈다.
1968년 젊은 연구자로서 장래가 촉망되는 한편, 교토대 투쟁이 시작되면서 조수로서 투쟁에 참여했다. 1968년부터 1972년까지는 부업으로 난바 예비교(입시학원) 강사를 겸임했다. 이 무렵부터 "다키타 오사무"라는 필명으로 적극적으로 논문을 집필했다. 1968년 츠지모토 노리아키의 다큐멘터리 영화 《빨치산 전사》(パルチザン前史)에 출연, 과격파의 교조라고 주목을 받고 “일본의 게바라”라고 불리기에 이른다. 1970년 미시마 유키오가 할복자살하자(미시마 사건) “우리는 좌익사상으로서 탈락이다. 저렇게까지 자신을 몰아붙이는 인간은 우리 중에는 한 명도 없었다. 놀라웁다,” “70년대 투쟁을 해내기 위해서는 신좌파 쪽에서도 "미시마"를 만들지 않으면 안 된다”고 발언, 빨치산을 조직하여 투쟁할 것을 주장했다. 당시 『주간 아사히』 지상에서 오오하시 쿄센과 대담하기도 했다. 다케모토의 폭력혁명 이론은 전국의 전공투 학생들에게 심정적 영향을 주었다. 대표적으로 같은 학교 출신의 오쿠다이라 츠요시(시게노부 후사코의 호적상 남편)와 야스다 야스유키 등이 있는데, 이 두 사람은 1972년 텔아비브 공항 난사사건을 일으켰다.
1971년 8월 아사카 주둔지에서 일어난 자위관 살해사건의 주모자로 지목되면서 1972년 1월 9일 지명수배되었다. 이에 다케모토는 하지도 않은 일에 대해 누명을 쓰고 관헌에 스스로 출두할 의무는 없다는 성명을 내고 오사카부 다카쓰키시의 집에 처자를 남겨둔 뒤 오사카부 네야가와시의 애인에게 도피, 잠행 생활에 들어갔다. 교토대학 평의회는 1977년 6월 다케모토에게 자격 면직 처분을 내렸다. 1980년 6월 강도예비죄의 공소시효가 만료되기 직전 새로이 강도치사 체포영장이 발부되어 공소시효가 12년 연장되었다.
다케모토는 잠행 중 다키타 오사무 명의로 『지금 잠행중・중간보고』(只今潜行中・中間報告)를 출간했다. 그리고 그동안 교토부학련 집행위원인 친구 집(나라현 야마토타카다시), 영화감독 츠치모토 노리아키의 동생의 집(도쿄도 세타가야구), 변호사 아오키 에이고로의 조카의 집(도쿄도 신주쿠구), 화가 마루키 이리의 집(사이타마현 히가시마츠야마시), 부락민 시인 우에마츠 야스타로의 집(사이타마현 후카야시) 등을 전전했고, 야마자키 아츠시(山崎 篤)라는 가명으로 모텔 허드렛일, 가정교사, 국수집 점원, 정원업, 원석업, 토건업, 포장업, 전기공업 하청업, 장거리 트럭 조수 등의 일을 통해 생계를 이어갔다. 당국의 경각심을 피하기 위해 지적장애인으로 위장하기도 했다.
그 뒤 도치기현 아시카가시의 프레스공장 선반공으로 일을 하다가 작업 중 사고로 오른손 검지와 중지를 절단당했다. 이것이 단서가 되어 경찰의 추적을 받게 된다. 군마현 오이즈미정, 군마현 다테바야시시, 도쿄도 세타가야구, 가와사키시 다마구 등지를 전전하다가 1982년 8월 8일 16시 55분 카와사키시 다마구 고구치의 이쿠타 녹지 일본민가원에서 애인과 산책하던 도중 사이타마현경에게 체포되었다. 10년 7개월간의 도피 생활이었다.
우라와 지방재판소에서 다케모토는 무죄를 주장했지만, 1989년 3월 2일 재판소는 강도치사모의를 부정하게 방조한 혐의에 대해 유죄, 징역 5년을 선고했다. 변호인단 중 한 명이 야스다 요시히로였다. 우라와 구치소에 미결수로서 6년 7개월째 구금되어 있어서 선고형량을 이미 채웠기 때문에 판결 당일 석방되었다. 1989년 12월 다케모토 노부히로 명의로 「다키타 오사무 해체」를 간행, 과거 혁명의 비위를 인정했다. 다케모토는 여기서 “과격파 지도자 다키타 오사무라는 위명은 경찰과 경찰을 추종하는 언론이 악의적으로 만들어낸 것”이라고 주장하면서도, 자기 자신도 그런 허상을 마음에 들어하여 수용하여 허상을 만드는 데 동참했던 셈인 바, “시대의 분위기에 영합했다고 비판받아도 항변할 수 없는 자신을 느낀다”고 회고했다. 한편 재판에 관해 도쿄 고등재판소에 항소했지만(검찰은 항소하지 않았다) 1992년 7월 21일 항소를 취하하면서 유죄가 확정되었다.
1989년 구치소에서 나온 뒤 TV프로그램 제작사 등을 거쳐 1996년 영상제작회사인 유한회사 미디어컴을 설립했다. 현재까지도 자신은 결백하며 자신은 “반혁명집단 내지 경찰권력의 정치적 의지하에 장치된 함정”에 빠졌다고 주장하고 있다.